# حسن محمد النعمي
حسن محمد النعمي ناقد وكاتب سعودي ولد في أبها عام 1960م (1380هـ)، وهو متخصص في نقد السرد والسينما. صدرت له عدد من المجموعات القصصية، ومجموعة من المؤلفات النقدية التي تسلط الضوء النقدي على الأدب في المملكة العربية السعودية من أبرزها: (محاضرات في الأدب السعودي)، و(رجع البصر: قراءات في الرواية السعودية).

## التعليم
- حاصل على درجة البكالوريوس في اللغة العربية من جامعة الملك عبد العزيز بجدة عام 1984م.
- حاصل على درجة الماجستير في الأدب العربي من جامعة إنديانا، الولايات المتحدة الأمريكية عام 1989م.
- حاصل على درجة الدكتوراه في «الفن القصصي» من جامعة إنديانا في الولايات المتحدة الأمريكية عام 1995م، وكانت رسالته بعنوان: (روايات نجيب محفوظ في السينما).
- حاصل على تخصص فرعي في الدراسات السينمائية من جامعة إنديانا بالولايات المتحدة الأمريكية عام 1993م.[4]

## العمل
- يعمل أستاذاً للدراسات العليا، ويدرّس (السردية المعاصرة، والمسرح) في قسم اللغة العربية في جامعة الملك عبد العزيز بجدة.
- عمل رئيساً لجماعة حوار في نادي جدة الأدبي.[5]
- رئيس تحرير مجلة (الراوي) التي تُعنى بالسرديات العربية منذ عام 2006.

## المؤلفات
- (زمن العشق الصاخب) مجموعة قصصية صدرت 1984.[6]
- (آخر ما جاء في التأويل القروي) مجموعة قصصية صدرت 1987.[7]
- (حدَّث كثيب قال) مجموعة قصصية صدرت 1999.[8]
- (رجع البصر: قراءات في الرواية السعودية) صدر عن نادي جدة الأدبي 2004.[9]
- (الرواية السعودية واقعها وتحولاتها) صدر عام 2009. وترجمته وزارة التعليم العالي إلى اللغة الصينية، كما ترجم إلى الإنجليزية والإسبانية.[10]
- (الأدب العربي الحديث نشأته وتطوره) صدر عن دار خوارزم العلمية عام 2010.[11]
- (محاضرات في الأدب السعودي) صدر عن دار خوارزم العلمية عام 2011.[12]
- (بعض التأويل: مقاربات في خطابات السرد) صدر 2013.[13]
- (الخوف من الليبرالية) صدر عن دار الانتشار 2014.[14] وهو عبارة عن مقالات نشرها الكاتب في صحيفة عكاظ السعودية، وتأتي مقسمة إلى مقالات فكرية ومقالات اجتماعية، ومقالات في شؤون المرأة، إضافة إلى مقالات في الثقافة والأدب.[15]
- (قارئ السرد) صدر عن جامعة الإمام محمد بن سعود الإسلامية 2017.[16]
- (الأعمال القصصية الكاملة) صدرت عن نادي أبها الأدبي 2018.[17]
- قيس يمكن: سرديات العزلة. صدر عام 2020.
- سبع سنبلات: مقاربات في السرد القرآني. صدر عام 2021.
- الشعر للانتصار والسرد للهزيمة. صدر عام 2022.[18]

## المحاضرات
- محاضرة (الرواية مسيرة بين ايقاعين) في النادي الادبي الثقافي بجدة عام 2005.[19]
- محاضرة (مفاهيم سردية)، أقيمت في النادي الأدبي الثقافي بالطائف 2017.[20]

## الجوائز
حصل على جائزة الدراسات الأدبية والنقدية من نادي جدة الأدبي عام 2015م.